# Murdannia
Murdannia là một chi thực vật có hoa trong họ Commelinaceae.